# Holger Møllgaard
Holger Christian Møllgaard, född 20 maj 1885, död 30 december 1973, var en dansk fysiolog.
Møllgaard blev professor vid Landbohøjskolen 1911. Han har utgivit en mängd betydelsefulla arbeten, särskilt rörande andningsfysiologin. För en bredare allmänhet blev han känd för sina försök att behandla tuberkulos med guldsalter, sanocrysinbehandlingen. Møllgaard var 1920 dansk livsmedelskommissarie vid Internationella kommissionen i Slesvig. Han blev 1923 ledamot av Lantbruksakademien.